# Mzimnene
Mzimnene je rijeka u Esvatiniju. Prolazi kroz grad Manzini gdje most duž ceste MR3 prelazi rijeku. Godine 1915. na obalama rijeke Mzimene otvoren je prvi hotel nakon rekonstrukcije Bremersdorpa nakon anglo/burskog rata, nazvan Riverside Hotel.
Godine 2016. istraživači sa Sveučilišta Eswatini, u to vrijeme poznatog kao Sveučilište Swazilanda, otkrili su da riječna voda sadrži broj bakterija iznad sigurnih razina i da je treba prokuhati prije pijenja kako bi se spriječile bolesti. Ova kontaminacija proizlazi iz onečišćenja iz grada, kao i okolnih naselja, djelomično zbog korištenja zahoda s jamama u tim neformalnim naseljima.